# Árpád Tóth
Árpád Tóth (14. dubna 1886 – 7. listopadu 1928) byl maďarský básník a překladatel.

## Život
Studoval němčinu a maďarštinu na univerzitě v Budapešti, v roce 1907 začal v časopisech (především ve slavném modernistickém časopise Nyugat) publikovat své první básně a divadelní kritiky. Od roku 1913 se živil jako domácí učitel, žil velmi chudě, jeho bídné podmínky ještě zhoršila jeho tuberkulóza, která si vyžadovala hospitalizaci v sanatoriu. V krátkém období revoluční vlády po první světové válce získal důležité místo sekretáře Vörösmartské akademie, ale po pádu vlády ztratil místo a nemohl si najít nové. Byl velmi významným lyrikem okruhu kolem časopisu Nyugat, k jeho typickým tématům patří rezignace a pomíjivost štěstí. Byl vynikajícím překladatelem, především z angličtiny a francouzštiny, přeložil mnoho klasických děl těchto literatur (mj. John Keats, Charles Baudelaire).